# Largo Adelino Amaro da Costa

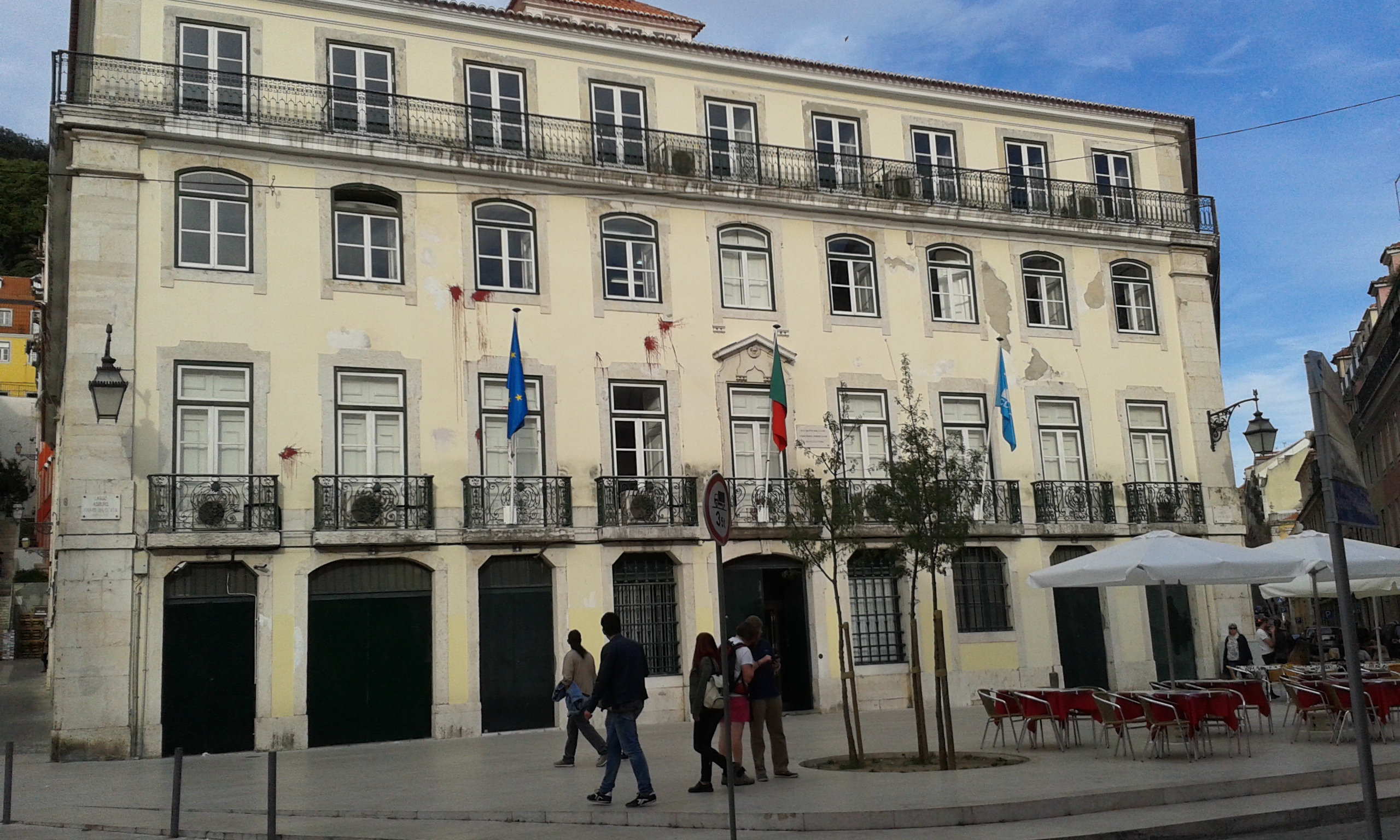
Sede do CDS

O Largo Adelino Amaro da Costa, também conhecido pelo seu antigo nome de Largo do Caldas, é um dos arruamentos dos bairros velhos da cidade de Lisboa. Inicia-se na confluência das Ruas de São Mamede, da Madalena e do Regedor com o Largo do Chão do Loureiro. Homenageia desde 5 de abril de 1982 (deliberação camarária de 22 de dezembro de 1980) Adelino Amaro da Costa, cofundador do Centro Democrático e Social, actual CDS-PP, falecido no desastre de aviação que também vitimou o Primeiro-Ministro Francisco Sá Carneiro. A sede do CDS situa-se no largo. O arruamento situa-se na freguesia de Santa Maria Maior.